# Henry H. Wells

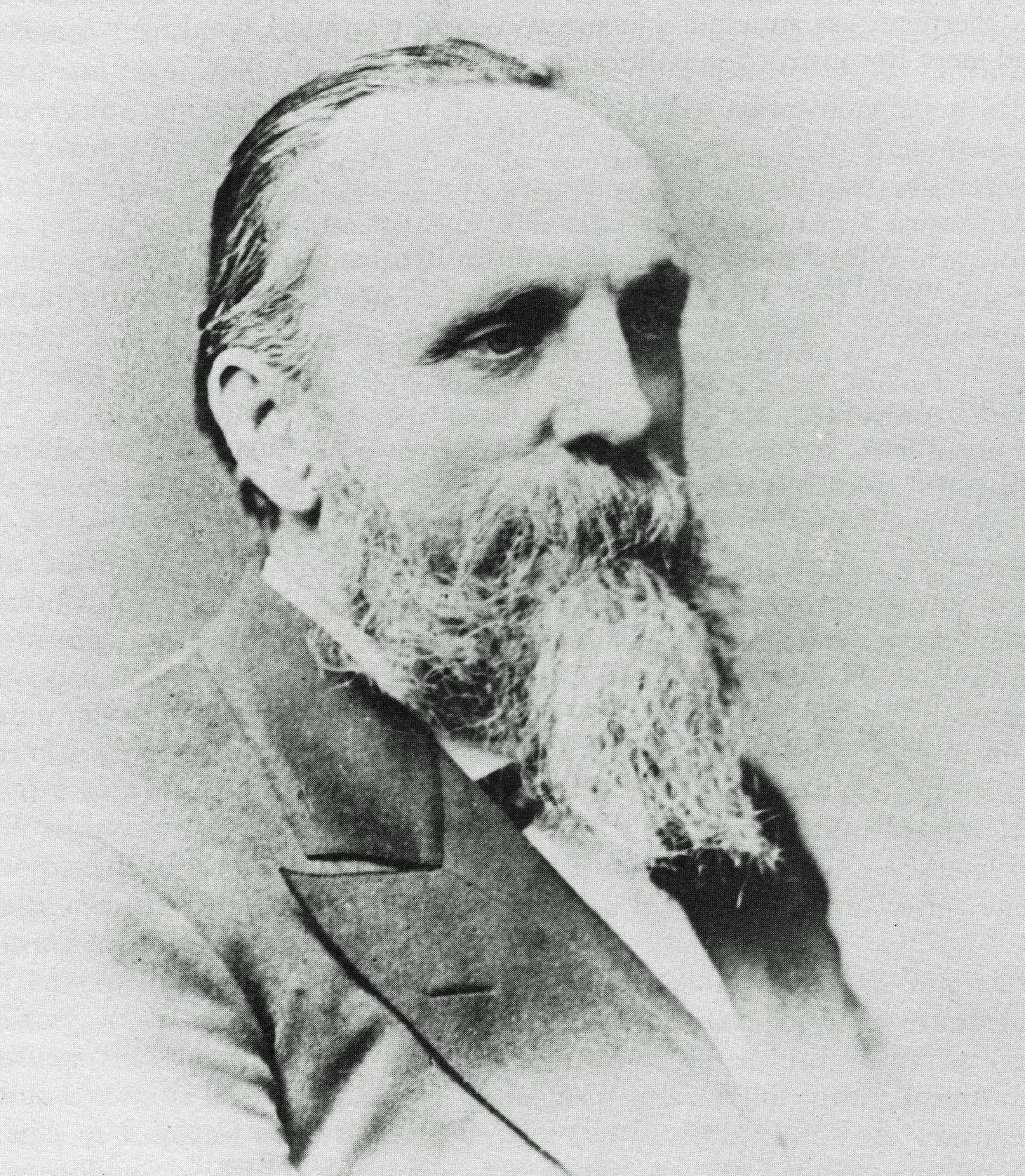
Henry H. Wells

Henry Horatio Wells (* 17. September 1823 in Rochester, New York; † 13. Februar 1890 in Palmyra, New York) war ein US-amerikanischer Politiker und von 1868 bis 1869 Gouverneur des Bundesstaates Virginia.

## Frühe Jahre und Aufstieg als Offizier
Henry Wells wurde in Rochester im Staat New York geboren, wuchs aber in Michigan auf. Er studierte Jura und wurde Rechtsanwalt. Zwischen 1854 und 1856 war er Abgeordneter im Repräsentantenhaus von Michigan; er wurde Mitglied der Republikanischen Partei.
Während des Bürgerkrieges war er Oberstleutnant einer Einheit aus Michigan. Diese Einheit wurde als Besatzungstruppe in den von der Union kontrollierten Teil Virginias abkommandiert. Dort wurde Wells zunächst Leiter der Militärpolizei in Alexandria und bald darauf im gesamten von der Union kontrollierten Gebiet südlich des Potomac River. Nach der Ermordung von Präsident Abraham Lincoln im April 1865 spielte Wells eine wichtige Rolle bei der Verfolgung und Ergreifung des Attentäters John Wilkes Booth, der am 26. April in einer Scheune in Virginia gestellt wurde. Als Dank für seine Hilfe bei der Ergreifung von Booth wurde Wells zum Brevet-Brigadegeneral befördert.

## Politische Laufbahn
Nach dem Krieg ließ sich Wells in Richmond als Rechtsanwalt nieder. Im Jahr 1868 wurde er von dem in Virginia kommandierenden General der Unionsarmee, John Schofield, unter dem Rekonstruktionsgesetz von 1867 als Nachfolger von Francis Harrison Pierpont zum neuen provisorischen Gouverneur von Virginia ernannt. Dieses Amt übte er zwischen dem 4. April 1868 und dem 21. September 1869 aus. In dieser Zeit wurde in Virginia an einer neuen Staatsverfassung gearbeitet. In der ursprünglichen Form hätte diese Verfassung den Afroamerikanern das Wahlrecht zugesprochen, was auch dem neuen Bundesrecht entsprach. Auf der anderen Seite sollten aber ehemalige Soldaten der Konföderierten Staaten vom Wahlrecht ausgeschlossen sein. Dieser Passus wurde durch das Eingreifen von Präsident Ulysses S. Grant gestrichen. Damit durften auch die Soldaten der Konföderation in Virginia ihr Wahlrecht ausüben.
Gouverneur Wells wurde bei einem Unfall im Virginia State Capitol verletzt, als ein Balkon während einer Gerichtsanhörung wegen der Zuschauermassen einstürzte. Der Boden des Gerichtssaales kollabierte ebenfalls und stürzte in den Saal des Virginia House of Delegates. Es gab über hundert Verletzte und mehrere Dutzend Tote.
Wells scheiterte 1869 mit dem Versuch, in eine weitere Amtsperiode als Gouverneur gewählt zu werden, und trat am 21. September noch vor Ablauf seiner eigentlich bis Januar 1870 laufenden Amtszeit zurück.

## Weiterer Lebenslauf
Bis 1872 war Wells Bundesstaatsanwalt für den östlichen Teil von Virginia. Danach arbeitete er als Rechtsanwalt. Später zog er nach Washington, wo er Bundesstaatsanwalt für den District of Columbia wurde. 1880 zog er sich endgültig aus dem öffentlichen Dienst zurück und arbeitete wieder als Rechtsanwalt. Er starb im Februar 1890. Henry Wells war mit Millicent Leib verheiratet, mit der er mehrere Kinder hatte.